# Для домашнього огнища (фільм, 1992)
«Для дома́шнього о́гнища» — український фільм 1992 року, режисера Бориса Савченка, знятий за мотивами однойменної повісті Івана Франка.

## Сюжет
Історія щасливого подружжя Анелі та Антона Ангаровичів. Вони кохають одне одного, люблять своїх дітей і готові на все задля благополуччя свого сімейного огнища. Заради цього Антон віддав п'ять років життя службі в Боснії. По-своєму вирішила цю проблему Анеля: щоб врятувати гідність і честь своєї сім'ї, яку вона заплямувала участю в кримінальних справах, вона наклала на себе руки..
Зйомки фільму відбувалися у Львові і Чернівцях.

## В ролях
- Ханна Дуновська[pl] — Анеля
- Анатолій Хостікоєв — Антін
- Богдан Ступка — Гірш
- Наталія Сумська — Юлія
- Валерій Легін — Редліх
- Богдан Бенюк — Грицько
- Федір Стригун — комісар поліції
- Віктор Демерташ — Штенберг
- Даринка Мамай — Цеся
- Юрко Парнюк — Михась
- Світлана Круть, Олена Гаврилова, Тетяна Павелко, Марина Ширшова, Людмила Никодименко, Олексій Богданович, Віра Щуревська, Любов Богдан, Наталія Кінеш, Олена Смирнова, Таїсія Литвиненко, Альбіна Сотникова, Богдан Кох, Борис Александров, Андрій Баса, Олександр Беліна, Тарас Жирко, Михайло Ігнатов, Олександр Костильов, Володимир Коляда, Олександр Кузьменко, Василь Мазур, Юрій Марчак, Юрій Мисенков, Валерій Наконечний, Валерій Панарін, Сергій Підгорний, Юрій Рудченко, Віктор Сарайкін, Анатолій Соколовський, Віктор Степаненко, Назар Стригун, Олександр Чернявський, Валерій Шалига, Борис Яроцький.

## Знімальна група
- Режисер-постановник: Борис Савченко
- Сценарист: Василь Босович
- Оператори-постановники: В'ячеслав Онищенко, Євген Калін
- Художник-постановник: Євген Пітенін
- Композитор: Володимир Шумейко
- Монтажер: Алла Голубенко
- Звукооператор: Ольга Верещагіна-Янко
- Режисери: Василь Домбровський, Віра Комісаренко
- Художник по костюмах: Алла Сапанович
- Художник по гриму: Алевтина Лосєва
- Художник-декоратор: Марк Гресь
- Гример: Л. Голдабенко
- Комбіновані зйомки: оператор — Георгій Лемешев, художник — Петро Корягін
- Оркестр під керівництвом Володимира Сіренка
- Музичний редактор: Володимир Гронський
- У фільмі використано фрагменти творів композиторів: О. Нижанківського, К. Блейка, Г. Кристіне, Л. Логатті, Н. Морет, А. Ребнер
- Редактор: Олександр Кучерявий
- Директор фільму: Валерій Голубенко